# 本托萨德拉库埃斯塔
本托萨德拉库埃斯塔，是西班牙卡斯蒂利亚-莱昂巴利亚多利德省的一个市镇。总面积16平方公里，总人口147人（2001年），人口密度9人/平方公里。